# Der Wassermann (Dvořák)
Der Wassermann (Vodník) op. 107 ist eine Sinfonische Dichtung des Komponisten Antonín Dvořák.

## Entstehung
Nach Dvořáks Rückkehr von der Dozententätigkeit an der US-amerikanischen National Conservatory of Music in seine Heimat schrieb der Komponist mehrere sinfonische Dichtungen, die – bis auf Heldenlied, für das Dvořák ein eigenes Programm entwickelte – auf Stoffen aus der Balladensammlung »Kytice« (Blumenstrauß) des tschechischen Dichters Karel Jaromír Erben beruhen.

## Zur Musik

### Besetzung
Piccoloflöte, zwei Flöten, zwei Oboen, Englischhorn, zwei Klarinetten, Bassklarinette, zwei Fagotte, vier Hörner, zwei Trompeten, drei Posaunen, zwei Tuben, Pauke, Große Trommel, Becken, Triangel, Gong, Glocken und Streicher.

### Inhalt
Ein Mädchen wird beim Kleiderwaschen am See vom Wassermann entführt und muss mit ihm unter Wasser leben. Sie wird von ihm schwanger und bringt ein Kind zur Welt. Als sie ihre Mutter besuchen will, muss sie das Kind als Pfand beim Wassermann zurücklassen. Nach Ablauf der Frist ohne einer Rückkehr des Mädchens tötet der Wassermann aus Wut das Kind und wirft dessen Leiche vor die Haustür der Mutter.
Das aus einem rhythmischen Ostinato bestehende Motiv des als Rondo gestalteten Stückes stellt den Wassermann dar und bildet zugleich die Grundlage für alle in Der Wassermann enthaltenen Themen. Dies verdeutlicht, dass das Schicksal des Mädchens und seiner Mutter dem Handeln des Wassermanns ausgeliefert ist. Die durch ihn ausgeführte Tötung des Kindes ist mit entsprechenden musikalischen Mitteln dargestellt, wird aber von einem versöhnlichen Schluss ausgeglichen.

## Wirkung
Der Wassermann fand seine Uraufführung durch Anton Bennewitz gemeinsam mit Die Mittagshexe (op. 108) und Das goldene Spinnrad (op. 109) am 3. Juni 1896 im Prager Konservatorium. Dieser privaten Veranstaltung folgten Aufführungen durch Henry Wood und Hans Richter in London.

## Belege
- Christoph Hahn, Siegmar Hohl (Hrsg.): Bertelsmann Konzertführer, Komponisten und ihre Werke. Bertelsmann, Gütersloh / München 1993, ISBN 3-570-10519-9.
- Klaus Stübler (Hrsg.): Harenberg Konzertführer, Meyers, Mannheim / Leipzig / Wien / Zürich 2004, ISBN 978-3-411-76105-0.